# Casa señorial de Philipsburg
La casa señorial de Philipsburg es una casa histórica en la sección de Upper Mills de la antigua finca de la época colonial conocida como Philipsburg Manor. Junto con un molino de agua y un lugar de comercio, la casa es gestionada como museo sin ánimo de lucro por Historic Hudson Valley. Se encuentra en la carretera US 9, en el pueblo de Sleepy Hollow, en el estado de Nueva York.
Aunque se trata de una extensión de propiedad inglesa, algunas fuentes la incluyen en los patrocinios de Nueva Holanda, ya que incorporaba parte de la propiedad anterior del jonkheer neerlandés Adriaen van der Donck.

## Historia
La mansión data de 1693, cuando el acaudalado comerciante de la provincia de Nueva York Frederick Philipse obtuvo de la Corona británica un título de propiedad de 52 000 acres (21 000 ha) a lo largo del río Hudson. Construyó unas instalaciones en la confluencia de los ríos Pocantico y Hudson como depósito de aprovisionamiento para el comercio marítimo atlántico familiar y como sede de una operación naviera mundial. Durante más de treinta años, Frederick y su esposa Margaret, y más tarde su hijo Adolph, embarcaron cientos de hombres, mujeres y niños africanos como esclavos a través del Atlántico.
A mediados del siglo XVIII, la familia Philipse poseía una de las mayores propiedades de esclavos del norte colonial.
En 1750, veintitrés hombres, mujeres y niños esclavizados vivían y trabajaban en la mansión.
Al estallar la Guerra de Independencia de los Estados Unidos, los Philips apoyaron a los británicos y sus tierras fueron confiscadas y subastadas. La mansión fue utilizada durante la guerra, sobre todo por el general británico Henry Clinton durante las actividades militares de 1779. Fue allí donde escribió lo que hoy se conoce como la Proclamación de Philipsburg, que declaraba libres a todos los esclavos propiedad de patriotas, y que los negros hechos prisioneros mientras servían en las fuerzas patriotas serían vendidos como esclavos.
Nombrada Hito Histórico Nacional en 1961, la granja cuenta con una casa solariega de piedra repleta de una colección de muebles de época de los siglos XVII y XVIII, un molino de agua y un estanque, un granero del siglo XVIII, un huerto de esclavos, y una casa de labranza reconstruida. Intérpretes disfrazados recrean la vida en la época prerrevolucionaria, realizando tareas, ordeñando las vacas y moliendo el grano en el molino. En 2016, el Consejo de las Artes del Estado de Nueva York patrocinó la restauración histórica del molino para reconstruir toda la noria de madera y el canal.